# 嫌宅流
《嫌宅流》（日语：嫌オタク流）是一部由日本作家中原昌也（代表作）、高橋ヨシキ（代表作）、海猫沢めろん（代表作『舞-HiME　Side-A 秘密花園』）、更科修一郎（等誌之御宅族評論欄）等人合著，观点歧视御宅族的日文書籍，太田出版2006年初版。
主要分為兩部份，第一部份是〈御宅族的時代之真相〉 ()，第二部份是〈侵蝕日本的「萌」的威脅〉(「)。藉由評論歧视御宅文化，並歧视御宅族为心智不健全、無法跟正常女性交往、想對小女孩下手等；且歧视御宅為「只懂得從《鋼彈》中攝取一切人生所需之笨蛋」(人生に必要なことを全部「ガンダム」で学ぶバカ)，歧视萌文化「所謂的『萌』是『對十歲女童之猥褻觀』」(萌えは「10歳児のためのポルノ」)。

## 外部連結
- 嫌オタク流介紹 （页面存档备份，存于）
- 秋葉原blog上的介紹 （页面存档备份，存于）
- 嫌オタク流讀者回應 （页面存档备份，存于）